# المشرقية (سيئون)
'

تعديل مصدري - تعديل

المشرقية هي إحدى قرى عزلة سيئون بمديرية سيئون التابعة لمحافظة حضرموت، بلغ تعداد سكانها 763 نسمة حسب تعداد اليمن لعام 2004.